# Pačejov (nádraží)
Pačejov je železniční stanice severně od obce Pačejov, v místní části Pačejov-nádraží, v okrese Klatovy v Plzeňském kraji nedaleko řeky Březového potoka. Leží na elektrizované trati Plzeň – České Budějovice (25 kV, 50 Hz AC).

## Historie
Stanice byla vybudována jakožto součást Dráhy císaře Františka Josefa (KFJB) spojující Vídeň, České Budějovice a Plzeň, roku 1872 prodloužené až do Chebu na hranici Německa, podle typizovaného stavebního návrhu. 1. září 1868 byl s místním nádražím uveden do provozu celý nový úsek trasy z Českých Budějovic do Plzně.
Elektrický provoz na trati procházející stanicí byl zahájen 7. října 1963.

## Popis
Nacházejí se zde dvě nástupiště, první je u budovy, k příchodu na druhé nástupiště slouží podchod.